# Xylosteus spinolae
Xylosteus spinolae är en skalbaggsart som beskrevs av Imre Frivaldszky 1838. Xylosteus spinolae ingår i släktet Xylosteus och familjen långhorningar. Inga underarter finns listade i Catalogue of Life.